# Mariska Huisman
Mariska Huisman (* 23. November 1983 in Andijk) ist eine niederländische Inline-Speedskaterin und Eisschnellläuferin.
Huisman gewann bei den Eisschnelllauf-Junioren-Weltmeisterschaften 2002 und 2003 die Goldmedaille im Teamwettbewerb. Danach war sie bei den Senioren überwiegend im Inline-Speedskating erfolgreich. Zwischen 2004 und 2011 gewann sie mehrere Medaillen bei den Inline-Speedskating-Europameisterschaften. Ihr größter Erfolg war dabei der EM-Titel in der 5000-m-Staffel bei der EM 2011 in Zwolle.
Seit 2011 startet Huisman auch im Eisschnelllauf-Weltcup. Dort konzentriert sie sich auf den Massenstart, den sie bereits dreimal bei Weltcup-Rennen gewinnen konnte. Im Eisschnelllauf-Weltcup 2011/12 wurde sie zudem Siegerin im Weltcup-Massenlauf.
Huisman spezialisiert sich im Eisschnelllauf zudem auf Marathon-Rennen wie den KPN Marathon Cup, die jedoch nur nationale Bedeutung in den Niederlanden haben.

## Privates
Sie ist die Schwester von Sjoerd Huisman, der am 30. Dezember 2013 überraschend an einem Herzstillstand gestorben ist.